# Pseudopallene inflata
Pseudopallene inflata là một loài nhện biển trong họ Callipallenidae. Loài này thuộc chi Pseudopallene. Pseudopallene inflata được miêu tả khoa học năm 2004 bởi Staples.